# Света Параскева (Несебър)
Вижте пояснителната страница за други значения на Света Параскева.
„Света Параскева“ е православна църква в Несебър, България.
Тя е част от Архитектурно-историческия резерват в града, който е обект от Световното наследство на ЮНЕСКО и сред 100-те национални туристически обекта.

## История и архитектура
Църквата „Света Параскева“ е еднокорабна базилика в старата част на Несебър датираща от XIII-XIV в. с размери 14,7 м дължина и 6,6 м ширина, с характерен нартекс и олтарна апсида. На изток завършва с петстенна апсида. Градена е от дялан камък и от тухли, в редуващи се пояси.
Украсата по фасадата ѝ е в керамопластичен стил. По дължината на северната и южната фасада минава редица от слепи арки, чиито тимпани са богато орнаментирани. Мотивите – рибена кост, слънце, зигзаг, шахмат и др. – са изпълнени от камък и тухли. Над тях в пояси се развива декоративна украса от четирилистни и кръгли глазирани панички, вградени в самата стена.
Съвременният покрив е двускатен – наследство от по-късни векове. Църквата се е развивала във височина като типична кръстокуполна постройка – кръст, изразен в покрива и над него – в центъра – барабан с купол. Над притвора се е издигала кула-звънарница, за която свидетелствува каменната стълба, вградена в зида, разделящ наоса от притвора. Покривната ѝ конструкция не се е съхранила. Предполага се, че е била куполна. Вероятно над нартекса е имало камбанария. Сегашният ѝ покрив е строен по-късно.